# Aberdaria ligulata
Aberdaria ligulata är en spindelart som beskrevs av Holm 1962. Aberdaria ligulata ingår i släktet Aberdaria och familjen täckvävarspindlar.
Artens utbredningsområde är Kenya. Inga underarter finns listade i Catalogue of Life.